# Bridge of Spies
Bridge of Spies är debutalbumet till musikgruppen T'Pau, utgivet 1987 av skivbolaget Siren. Albumet lanserade fem hit-singlar: "Heart and Soul", "China in Your Hand", "Valentine", en live-version av "Sex Talk" och "I Will Be with You".

## Låtlista
Sida 1
1. "Heart and Soul" – 4:15
2. "I Will Be with You" – 4:06
3. "China in Your Hand" – 5:06
4. "Friends Like These" – 3:45
5. "Sex Talk" – 4:07

Sida 2
1. "Bridge of Spies" – 5:23
2. "Monkey House" – 4:24
3. "Valentine" – 3:53
4. "Thank You for Goodbye" – 3:54
5. "You Give Up" – 4.39
6. "China in Your Hand" (reprise) – 0:45

- Alla låtar skrivna av Carol Decker och Ron Rogers.

## Medverkande
Musiker
- Carol Decker – sång
- Ronnie Rogers – gitarr
- Taj Wyzgowski – gitarr
- Michael Chetwood – keyboard
- Paul Jackson – basgitarr
- Gary Barnacle – tenorsaxofon
- Tim Burgess – trummor, percussion

Produktion
- Roy Thomas Baker – musikproducent
- Jerry Napier – ljudtekniker, ljudmix
- The Cream Group – omslagsdesign
- Tim O'Sullivan – foto